# 朱淑娥
朱 淑娥（しゅ しゅくが、天啓2年10月16日（1622年11月18日） - 天啓3年7月2日（1623年7月28日））は、明の天啓帝の長女（第一子）。

## 経歴
慧妃范氏（後に皇貴妃となった）の娘として天啓2年10月16日（1622年11月18日）に生まれ、翌天啓3年7月2日卯時（1623年7月28日）に夭折した。永寧公主の位を追贈され、12月15日に金山で葬された。

## 伝記資料
- 『皇明永寧公主墓志』
- 『太常続考』